# Wierzbica (gmina Wierzbica)
Wierzbica – wieś w Polsce położona w województwie lubelskim, w powiecie chełmskim, w gminie Wierzbica. Leży przy drodze wojewódzkiej nr 841.

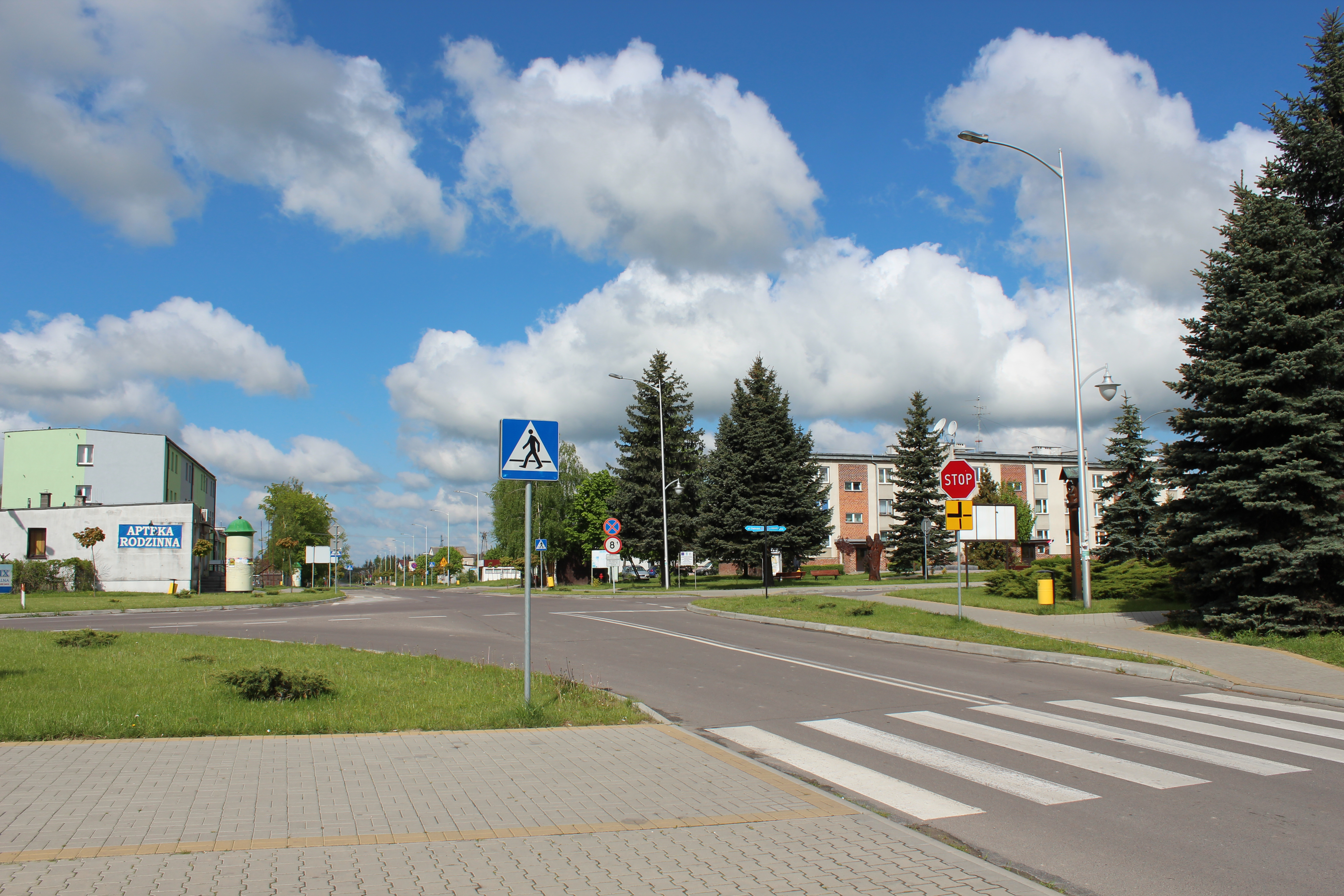
Centrum wsi

W latach 1867–1954 miejscowość była siedzibą gminy Olchowiec. W latach 1975–1998 miejscowość administracyjnie należała do województwa chełmskiego. 
Wieś jest sołectwem, siedzibą gminy Wierzbica. Według Narodowego Spisu Powszechnego (III 2011 r.) liczyła 298 mieszkańców i była dziewiątą co do wielkości miejscowością gminy.
We wsi znajduje się Urząd Gminy, park z muszlą koncertową, kościół, boisko klubu sportowego Ogniwo. Wierzbica wraz z sąsiednim Busównem i Busownem-Kolonią tworzy ciągły obszar zabudowany.
Szkole Podstawowej w Wierzbicy patronuje trener reprezentacji Polski w piłce nożnej Kazimierz Górski (1921–2006).